# Horisme olivata
Horisme olivata är en fjärilsart som beskrevs av W. Warren 1901. Horisme olivata ingår i släktet Horisme och familjen mätare. Inga underarter finns listade i Catalogue of Life.